# Анолис-горгона
Анолис-горгона (лат. Anolis gorgonae) — ящерица из рода анолисов. Эндемик колумбийского острова Горгона. Вид находится на грани исчезновения. Описан герпетологом Томасом Барбуром в 1905 году.

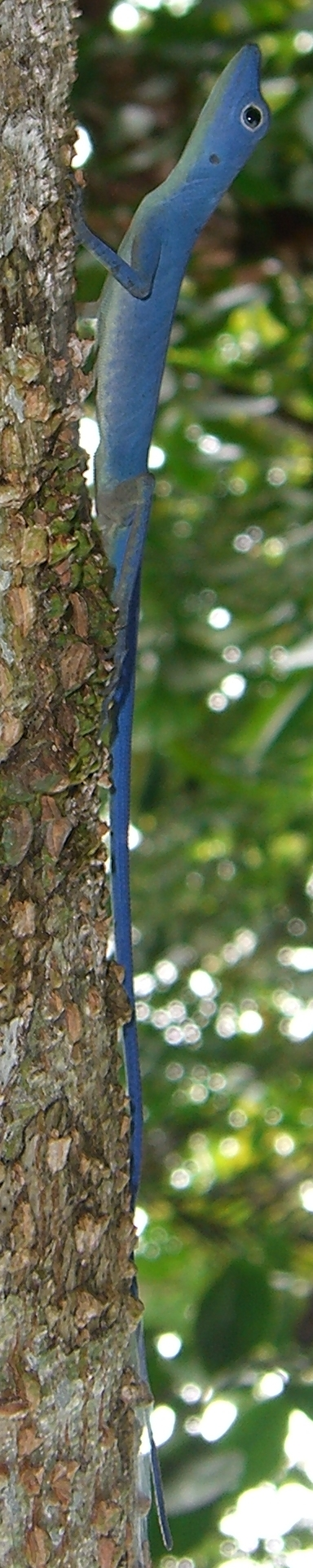

Самцы и самки окрашены в яркий голубой цвет, что совершенно не характерно для ящериц. У самцов складка кожи под горлом  (англ. dewlap) белого цвета. У отдельных экземпляров встречаются тёмные пёстрые точки на голове и шее. Жизнь анолисов-горгон проходит на деревьях, вниз спускаются только самки, чтобы отложить яйца в лесной подстилке.
В связи со скрытным образом жизни в труднодоступном регионе, численность вида неизвестна, но герпетологи считают, что она очень мала. В основном это связано с интродукцией на Горгону хохлатого василиска, который питается анолисами, а теперь и сам находится в опасности в связи с обезлесением. Под угрозу исчезновения оба вида попали с 1950-х годов, когда на острове началось строительство тюрьмы (закрыта в 1985 году).
С 2012 года вид имеет название-синоним Dactyloa gorgonae.